# 1042 p.n.e.
| [ Edytuj tabelę ]   |                                                                           |
| Król Asyrii         | - 1050 p.n.e. Aszurnasirpal I 1031 p.n.e.                                 |
| Król Aten           | - 1048 p.n.e. Akastos 1012 p.n.e.                                         |
| Władca Chin         | - 1043 p.n.e. Chengwang 1021 p.n.e.                                       |
| Władca Egiptu       | - 1045 p.n.e. Mencheperre 992 p.n.e. - 1044 p.n.e. Psusennes I 994 p.n.e. |
| Król Judy i Izraela | - 1042 p.n.e. Saul 1010 p.n.e.                                            |

Rok 1042 p.n.e.
stulecia: XII wiek p.n.e. ~
XI wiek p.n.e. ~
X wiek p.n.e.

lata: 1052 p.n.e. «
1046 p.n.e. «
1045 p.n.e. «
1044 p.n.e. «
1043 p.n.e. «
1042 p.n.e. »
1041 p.n.e. »
1040 p.n.e. »
1039 p.n.e. »
1038 p.n.e. »
1032 p.n.e.

## Wydarzenia
Kanaan
- Saul został wybrany na pierwszego króla Izraela i Judei,
- Przypuszczalny koniec urzędowania Samuela na stanowisku proroka i sędziego,
- Przekształcenie związku plemion izraelskich w zjednoczone Królestwo Izraela i Judy ze stolicą w Gibei.

Azja
- Prawdopodobny początek panowania w Chinach drugiego władcy z dynastii Zhou, Chengwanga.